# Matt Phillips
Matthew "Matt" Philipps (Aylesbury, 13 de março de 1991) é um futebolista profissional inglês de ascendência escocesa que atua como atacante. Atualmente, joga no Oxford United.

## Carreira

### Clubes
Matt começou a carreira no Wycombe Wanderers. Depois, passou pelo Blackpool, Queens Park Rangers e ainda foi emprestado ao Sheffield United. Estava no West Bromwich desde 2016.
Matt foi anunciado pelo Oxford United em 1 de agosto de 2024.

### Internacional
Matt atuou nas seleções sub-19 e sub-20 da Inglaterra. Porém, atualmente, joga na Seleção Escocesa de Futebol, porque seu avô é escocês.